# Sugar Grove (Virginia)
Sugar Grove es un lugar designado por el censo del Condado de Smith, Virginia, Estados Unidos. Según el censo de 2000 tenía una población de 741 habitantes y una densidad de población de 34,15 hab/km².

## Demografía
Según el censo del 2000, Sugar Grove tenía 741 habitantes, 320 viviendas, y 213 familias. La densidad de población era de 34,2 habitantes por km².
De las 320 viviendas en un 30,9%  vivían niños de menos de 18 años, en un 50,9%  vivían parejas casadas, en un 10% mujeres solteras, y en un 33,4% no eran unidades familiares. En el 28,4% de las viviendas  vivían personas solas el 13,8% de las cuales correspondía a personas de 65 años o más que vivían solas. El número medio de personas viviendo en cada vivienda era de 2,32 y el número medio de personas que vivían en cada familia era de 2,8.
Por edades la población se repartía de la siguiente manera: un 24% tenía menos de 18 años, un 6,7% entre 18 y 24, un 30,9% entre 25 y 44, un 22,5% de 45 a 60 y un 15,8% 65 años o más.
La edad media era de 35 años.  Por cada 100 mujeres de 18 o más años  había 93,5 hombres.
La renta media por vivienda era de 27.563$ y la renta media por familia de 31.065$. Los hombres tenían una renta media de 21.607$ mientras que las mujeres 21.016$. La renta per cápita de la población era de 14.172$. En torno al 7,9% de las familias y el 11,1% de la población estaban por debajo del umbral de pobreza.

## Localidades adyacentes
El siguiente diagrama muestra a las localidades más próximas a Sugar Grove.